# Töre
Töre ist ein Ort (tätort) in der schwedischen Provinz Norrbottens län, in der historischen Provinz (landskap) Norrbotten.

## Lage
Töre gehört zur Gemeinde Kalix und innerhalb dieser seit 1. Januar 2016 zum Distrikt Töre. Der Ort ist mit über 1000 Einwohnern (2015) die zweitgrößte Ortschaft der Gemeinde. Er liegt gut 40 km Luftlinie nordöstlich der Provinzhauptstadt Luleå und knapp 25 km westnordwestlich von Kalix. Töre befindet sich an der Mündung des Flusses Töreälven in die Bucht Törefjärden der Bottenwiek, am nördlichsten Punkt der Ostsee.
Bei Töre trennen sich die ab Luleå gemeinsam verlaufenden Europastraßen 4 (Europaväg 4) und 10: die E 4 führt in östlicher Richtung über Kalix zu finnischen Grenze bei Haparanda, die E 10 zunächst nach Norden über Gällivare und Kiruna weiter nach Norwegen (Narvik – Å). Die nächstgelegenen Bahnhöfe befinden sich knapp 20 km nördlich in Morjärv an der Bahnstrecke Boden–Haparanda (Haparandabanan, nur Güterverkehr) sowie für den Personenverkehr in Luleå.

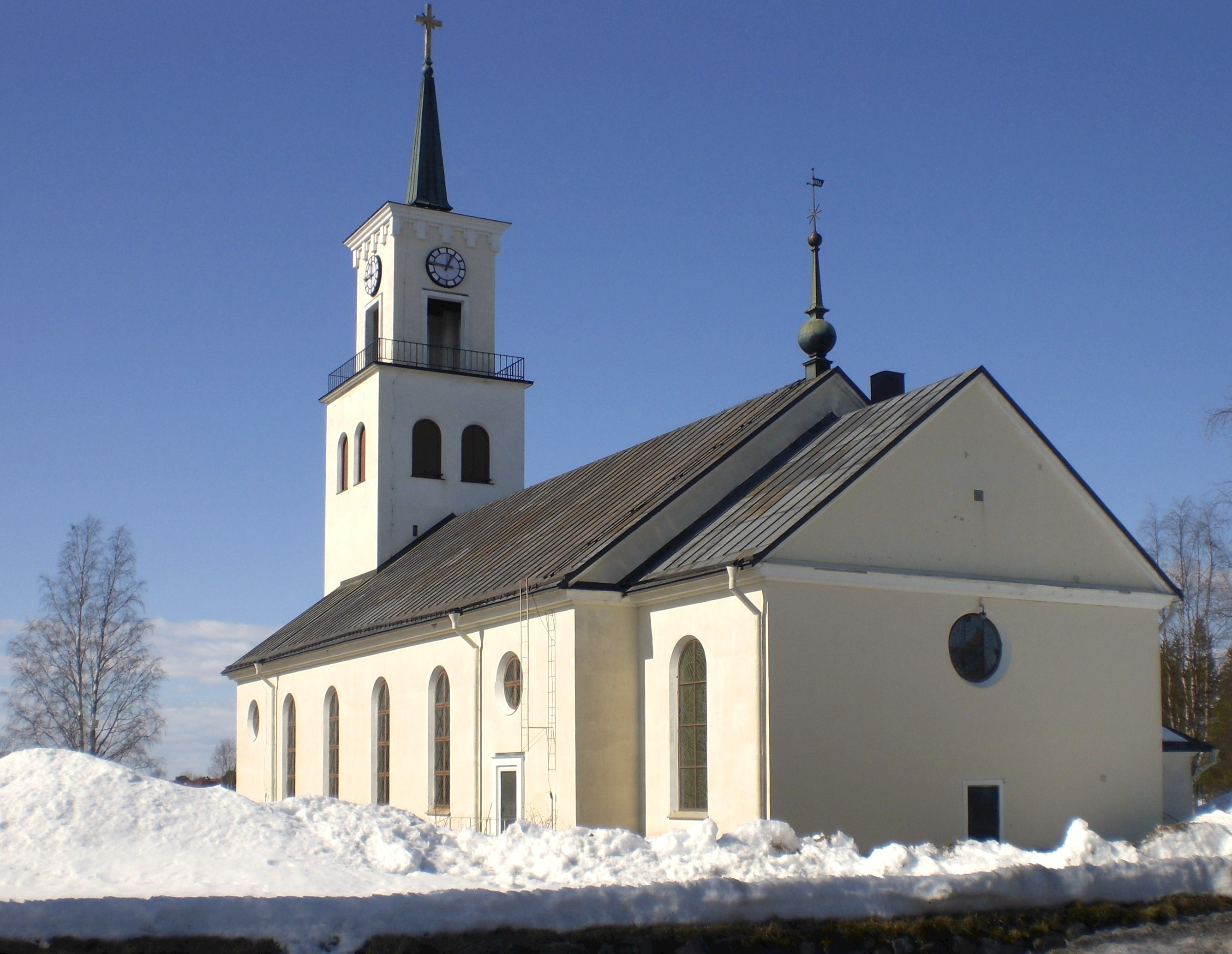
Kirche von Töre
Wappen der Landgemeinde Töre (1924–1966)

## Geschichte
Töre wurde 1539 erstmals als Kirchdorf (kyrkby) urkundlich erwähnt. Größere Bedeutung erlangte es mit der Eröffnung des Eisenwerkes Törefors Bruk 1799 durch Samuel Gustaf Hermelin. Administrativ gehörte der Ort zunächst zum Kirchspiel Nederkalix socken (um die Nederkalix-Kirche in Kalix), aus dem 1862 die gleichnamige Landgemeinde (landskommun) hervorging. Nachdem bereits 1909 die Kirchgemeinde Töre församling ausgegliedert worden war, entstand zum 1. Januar 1924 auch eine eigenständige Landgemeinde (Töre landskommun). Diese wurde zum 1. Januar 1967 wieder mit der Landgemeinde Nederkalix zusammengeschlossen, mit Bildung der Landgemeinde Kalix, aus der 1971 die heutige Gemeinde (kommun) Kalix hervorging.

## Sehenswürdigkeiten
Die Kirche des Ortes wurde 1936 an Stelle des alten Vorgängerbaus nach einem Entwurf von Evert Milles errichtet. Die Kirche, wie auch andere Stellen des Ortes und der Umgebung, sind im erfolgreichen Spielfilm Wie im Himmel von 2004 zu sehen.
Unweit des Ortszentrums, am rechten Flussufer, sind mehrere Gebäude des alten Eisenwerkes erhalten (Hyttgården).

## Kultur

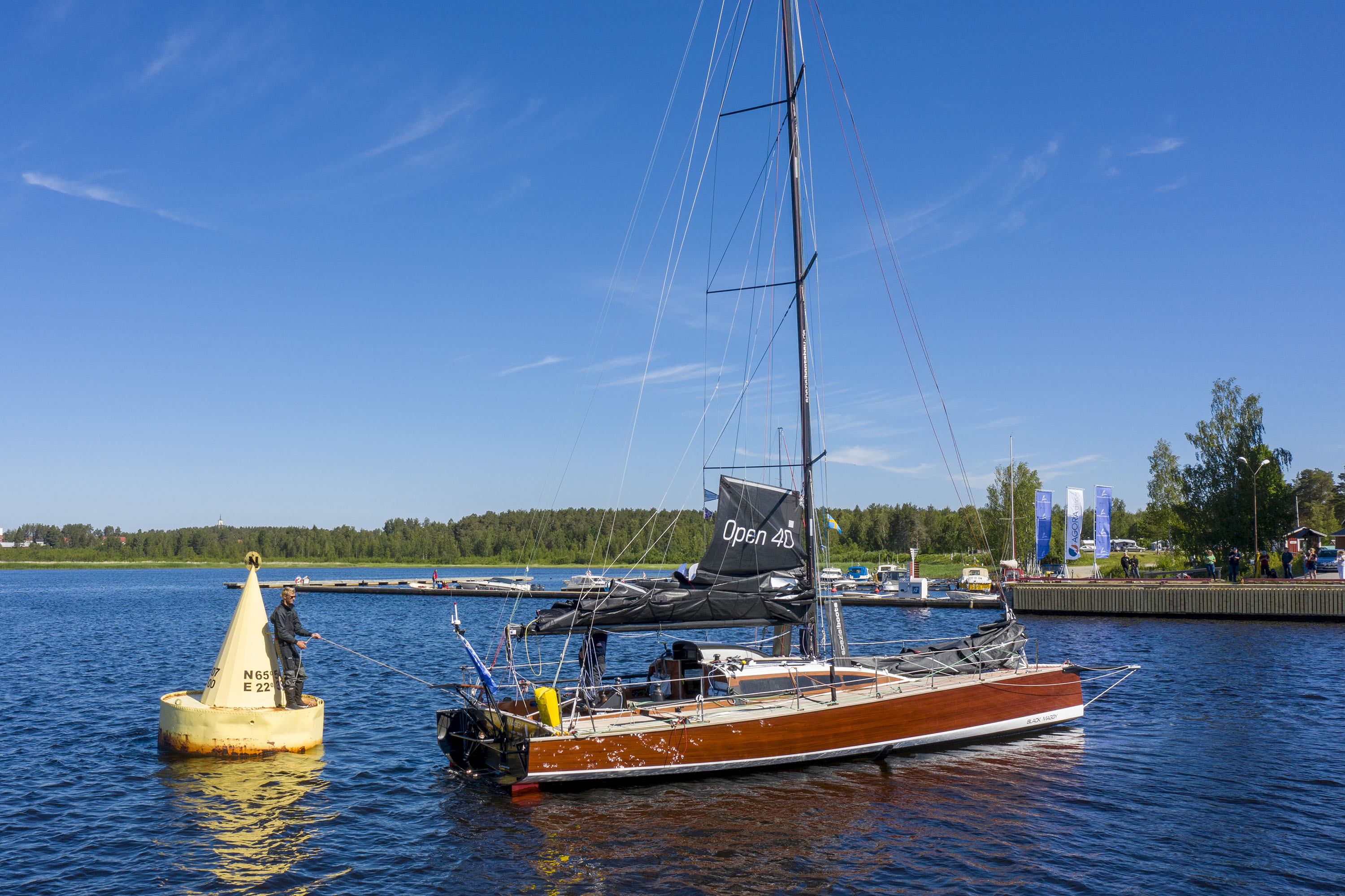
Hafen von Töre mit Segelboot an der dortigen Posttonne

Die gelbe Posttonne von Törehamn, die nördlichste Tonne der Ostsee, ist seit 2016 das Ziel einer privat organisierten und mit privaten Regeln durchgeführten jährlich stattfindenden Jedermannsregatta „MidsummerSail“. Nach einem gestarteten Schiff 2016 folgten 2017 fünf Meldungen und drei gestartete Schiffe, 2018 vier Meldungen und ein gestartetes Schiff sowie 2019 20 Meldungen und acht Schiffe, die das Ziel in einer Zeit zwischen 7 und 12 Tagen erreichten.
Die Gemeinde richtet jedes Jahr zu diesem Anlass ein Hafenfest aus.

## Persönlichkeiten
- Sara Eriksson (* 1974), Ringerin, aufgewachsen in Töre
- Sven-Åke Lundbäck (* 1948 in Töre), Skilangläufer